# Cyrtopodium gigas
Cyrtopodium gigas là một loài thực vật có hoa trong họ Lan. Loài này được (Vell.) Hoehne mô tả khoa học đầu tiên năm 1942.

## Hình ảnh

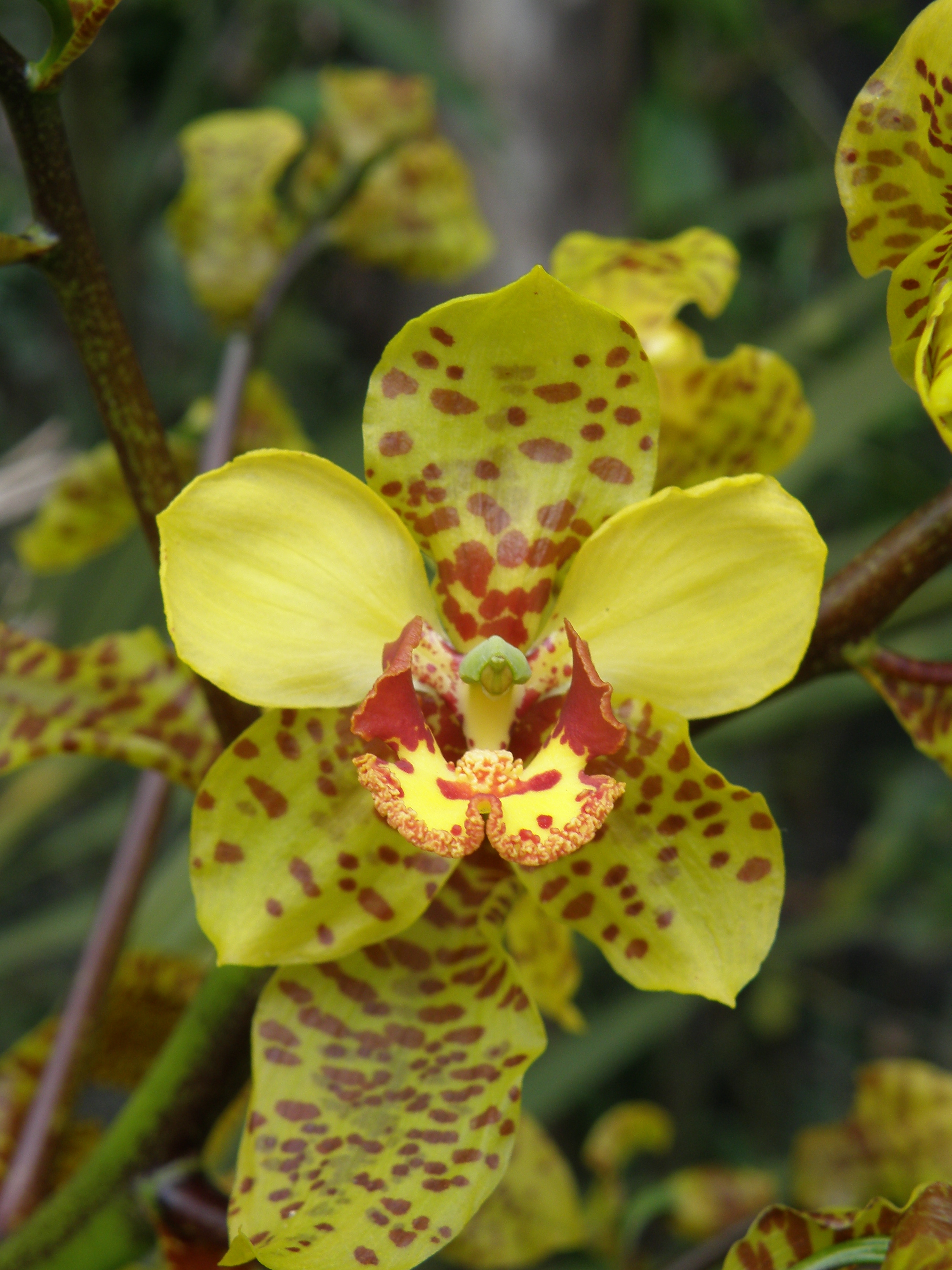
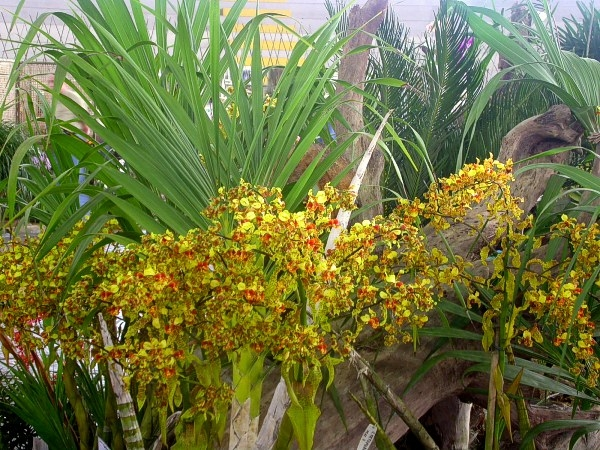